# Самоубица (филм)
„Самоубица ” је југословенски ТВ филм из 1972. године. Режирао га је Јован Коњовић а сценарио је написао Николај Ердман.

## Улоге
| Глумац                     | Улога                            |
| -------------------------- | -------------------------------- |
| Славко Симић               | Семјон Семјонович Подсектаљников |
| Ђурђија Цветић             | Марија Лукијанова                |
| Рахела Ферари              | Серафина Иљинисина               |
| Стојан Дечермић            | Александар Петровић Калабускин   |
| Бранка Петрић              | Маргарита Ивановна Пересветова   |
| Виктор Старчић             | Аристарх Доминкович Голосчопов   |
| Драгољуб Милосављевић Гула | Јегорушка                        |
| Власта Велисављевић        | Никифор Арсењевич Пугачов        |
| Карло Булић                | Виктор Викторович                |

Остале улоге ▼
| Глумац              | Улога                 |
| ------------------- | --------------------- |
| Милан Ајваз         | Отац Јелпидиј         |
| Марија Милутиновић  | Клеопатра Максимовна  |
| Мирјана Вукојчић    | Раиса Филиповна       |
| Невенка Микулић     | Старица               |
| Бранко Цвејић       | Глувонеми младић      |
| Радмила Радовановић | Мадам Софи, кројачица |